# Béatrice Hecht-El Minshawi
Béatrice Hecht-El Minshawi (* 1947 in Behringersmühle) ist eine Schriftstellerin und Expertin für Interkulturelle Kompetenz und Diversity Management.

## Leben

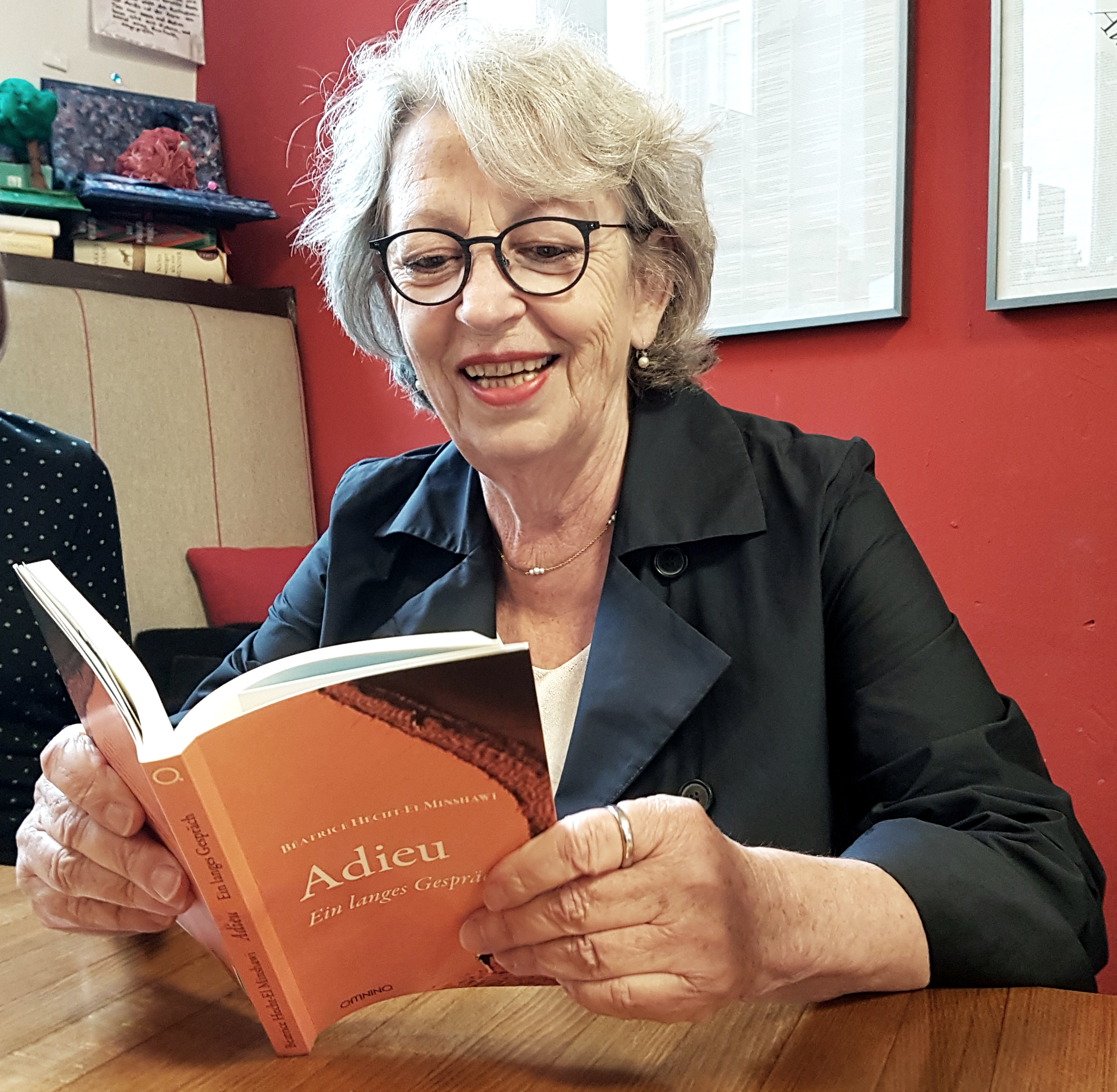
Béatrice Hecht El-Minshawi bei einer Lesung im Jahr 2019

Béatrice Hecht-El Minshawi stammt aus einer Flüchtlingsfamilie und wuchs als ältestes Kind von fünf Kindern in Süddeutschland auf. Sie hat zunächst zwei Berufsausbildungen abgeschlossen. So war sie 1968 und 1969 während des Vietnamkrieges zuerst in Vietnam tätig, dann von 1970 bis 1972 in Afghanistan.
Hecht-El Minshawi studierte Philosophie, Pädagogik, Soziologie und Psychologie an der Universität Bremen und wurde 1988 zum Dr. phil. über das Thema Interkulturelle Beziehungen promoviert. Sie ist Gründerin des Institut Interkultur sowie Expertin und Autorin für Interkulturelle und Diversity-Kompetenz. Die Schriftstellerin ist seit 1995 Mitglied im Literaturhaus Bremen. Zugleich ist Béatrice Hecht-El Minshawi als Autorin für das Literaturmagazin Bremen tätig, und sie engagiert sich in der Bremer Literaturszene für diese Stadt als eine UNESCO City of Literature.
Sie leistete zahlreiche Auslandstätigkeiten, interkulturelle Kooperationen mit Kollegen und Rechercheprogramme über kulturelle Eigenheiten in folgenden Ländern: USA, Kanada, Iran, Indien, Vietnam, Malaysia, Singapur, Hongkong, Vereinigtes Königreich Großbritannien, Irland, Spanien, Australien, Neuseeland, Ägypten, Arabische Halbinsel und Nordafrika.

## Mitgliedschaft
- Seit 1995: Verband deutscher Schriftstellerinnen und Schriftsteller in ver.di[4]

## Veröffentlichungen
- Begegnungen rund um den Globus. Artikel, Erzählungen, Reportagen. Kellner, Bremen 2022, ISBN 978-3-95651-338-1.
- Reiseminiaturen. Lyrische Texte. Kellner, Bremen 2022, ISBN 978-3-95651-349-7.
- Adieu. Ein langes Gespräch. Omnino, Berlin 2019, ISBN 978-3-95894-114-4 u. ISBN 978-3-95894-115-1 (E-Book).
- Muslime in Alltag und Beruf. Integration von Flüchtlingen. Springer, Heidelberg / Berlin 2017, ISBN 978-3-662-53374-1.
- Luftsprünge und Lebenswurzeln. Meine interkulturellen Wege. Ulrike Helmer, Sulzbach 2016, ISBN 978-3-89741-384-9.
- Intercultural Competence – Managing Cultural Diversity. Training Handbook. Mit-Autorin Jutta Berninghausen. Kellner, Bremen / Boston 2009, ISBN 978-3-939928-07-2.
- Weltweit arbeiten. Gut vorbereitet für Job und Karriere im Ausland. Mit-Autorin Marja Szodruch. Redline Wirtschaft, Heidelberg 2008, ISBN 978-3-636-01580-8.
- Business Know-How Golfstaaten. Redline Wirtschaft, Heidelberg 2008, ISBN 978-3-636-01548-8.
- Diversity-Kompetenz durch Auditierung. Kultur – Struktur – Strategie. Mit-Autorinnen Jutta Berninghausen u. Simone Hartwig. IKO-Verlag, Frankfurt am Main 2007, ISBN 978-3-88939-889-5.
- Interkulturelle Kompetenz. Managing Cultural Diversity. Mit-Autorin Jutta Berninghausen. IKO-Verlag, Frankfurt am Main 2007, ISBN 978-3-88939-873-4.
- Interkulturelle Kompetenz. Soft Skills für die internationale Zusammenarbeit. Beltz-Verlag, 2. Auflage, Weinheim / Basel / Berlin 2008, ISBN 978-3-407-36469-2.
- Wirtschaftswunder in der Wüste. Strategien für langfristigen Erfolg in den Golfstaaten. Redline Wirtschaft, Heidelberg 2007.
- Leben in kultureller Vielfalt. Managing Cultural Diversity. Andere Wege gehen – Neues entdecken. Mit-Autor Jürgen Engel. Vorwort von Hans Koschnick. Kellner, Bremen / Boston 2006, ISBN 3-927155-51-9.
- Muslime in Beruf und Alltag verstehen. Business zwischen Orient und Okzident. Gemeinsam mit Krisztina Kehl-Bodrogi. Beltz, Weinheim / Basel / Berlin 2004.
- Interkulturelle Kompetenz – For a Better Understanding. Schlüsselfaktoren für internationale Zusammenarbeit. Beltz, Weinheim / Basel / Berlin 2003.
- Interkulturelle Managementkompetenz. Trainingsmaterial. Gemeinsam mit Jutta Berninghausen. Hrsg. vom Landesamt für Entwicklungszusammenarbeit, Bremen 2003.
- Zu Gast in Indien. Fettnäpfchen und wie man sie vermeidet. Fischer, Frankfurt am Main 1998.
- Schönes Land, armes Land. Vietnam im Aufbruch. Erfahrungen mit einer anderen Welt. Donat, Bremen 1996.
- Zwei Welten, eine Liebe. Leben mit Partnern aus anderen Kulturen. Rowohlt, Reinbek bei Hamburg 1992.
- Wir suchen, wovon wir träumen. Studie über deutsch-ausländische Paare. Nexus, Frankfurt am Main 1990.
- Türen öffnen. Bläschke, Wien 1980.